# Brniště
Brniště är en ort i Tjeckien. Den ligger i den norra delen av landet, 70 km norr om huvudstaden Prag. Brniště ligger 300 meter över havet och antalet invånare är 1 358.
Terrängen runt Brniště är platt söderut, men norrut är den kuperad.Runt Brniště är det ganska tätbefolkat, med 104 invånare per kvadratkilometer. Närmaste större samhälle är Česká Lípa, 12,6 km väster om Brniště. Omgivningarna runt Brniště är en mosaik av jordbruksmark och naturlig växtlighet.